# 広東省人民体育場
広東省人民体育場(カントンしょうじんみんたいいくじょう、簡体字中国語: 广东省人民体育场, 英: Guangdong Provincial People's Stadium)は、中国・広東省広州市にある多目的スタジアムである。

## 概要
1932年に設立された。収容人数は25,000人、敷地面積は34,000平方メートル。中国国内に現存する施設の内、有数の古い競技場である。広東省の資料によると、1906年1月10日に広東省大運動会に使用されていたとの記述があり、百年体育場と呼ばれることもある。1932年にスポーツ専用のスタジアムとして建設された。スタジアムのあった場所が明朝、清朝の時代に軍隊の訓練場であったことから、建設後暫くは東較場(英: East Parade Ground)と呼ばれていたが、中華人民共和国設立後の1950年、名称が広東省人民体育場に変更になった。日中戦争及び国共内戦の際にスタジアムは破壊されており、修復工事が1950年から1960年代頃行われた。改修後、収容人数は8,000人から11,000人まで拡大された。1983年、国際女子サッカートーナメントの開催に伴い改修工事が行われ、4基の照明塔が設置され、収容人数が27,096人に増加。1990年、翌年に開催される第1回FIFA女子ワールドカップに向けて大規模な改修工事が行われ、電光掲示板の設置及び座席の増築が行われた。また、2010年には広州アジア大会に向けてさらなる改修工事が行われた。

## 用途
主にサッカーの試合に用いられ、中国サッカー・甲級リーグ（中国甲級聯賽、国内サッカーリーグ2部に相当）に所属する広東日之泉のホームスタジアムとして利用されている。
1991 FIFA女子ワールドカップではグループリーグの会場として用いられた。1997年には1997 AFC女子選手権の会場として使用された。
また、2010年アジア競技大会においてはサッカー競技などが開催された。

## アクセス
広州地下鉄1号線の烈士陵園駅より350m。